# Червоно-зелений лорікет
Червоно-зелений лоріке́т (Charmosyna) — рід папугоподібних птахів родини Psittaculidae. Представники цього роду є ендеміками Нової Гвінеї. Раніше до цього роду відносили низку інших видів, однак за результатами молекулярно-філогенетичного дослідження 2020 року вони були переведені до родів Charminetta, Hypocharmosyna, Charmosynopsis, Synorhacma, Charmosynoides і Vini.

## Види
Виділяють три види:
- Лорікет темноголовий (Charmosyna josefinae)
- Лорікет папуанський (Charmosyna papou)
- Charmosyna stellae[8]

## Етимологія
Наукова назва роду Charmosyna походить від слова дав.-гр. χαρμοσυνος — радісний (від сполучення слів дав.-гр. χαρμα — радість і συν — разом)